# Cardiospermum grandiflorum
Cardiospermum grandiflorum, comúnmente llamada globito cipó o farolillo trepador, es una especie de planta trepadora de la familia Sapindaceae nativa del este de Argentina y Brasil. Fue descripta por Olof Swartz.
Puede alcanzar hasta 10 m de largo y tiene flores blancas pequeñas. Plantada como ornamental, se la ha introducido en todos los continentes excepto la Antártida y en ciertas zonas es una peligrosa especie invasora.